# Allianz Riviera
Fotbalový stadion Allianz Riviera v Nice používá pro své domácí zápasy fotbalový klub OGC Nice. Má kapacitu 35 624 diváků.

## Historie
Stavba stadionu začala v roce 2011 a byla ukončena 2013. Na stadionu se konalo mistrovství Evropy ve fotbale 2016 a mistrovství světa ve fotbale žen 2019.